# روز جهانی خوشبختی
روز جهانی خوشبختی در ۲۰ مارس در سراسر جهان جشن گرفته می‌شود. این روز توسط مجمع عمومی سازمان ملل متحد در ۲۸ ژوئن ۲۰۱۲ نام گذاری شد.
در قطعنامه A / RES / 66/281 مجمع در بخش مربوطه آمده‌است:

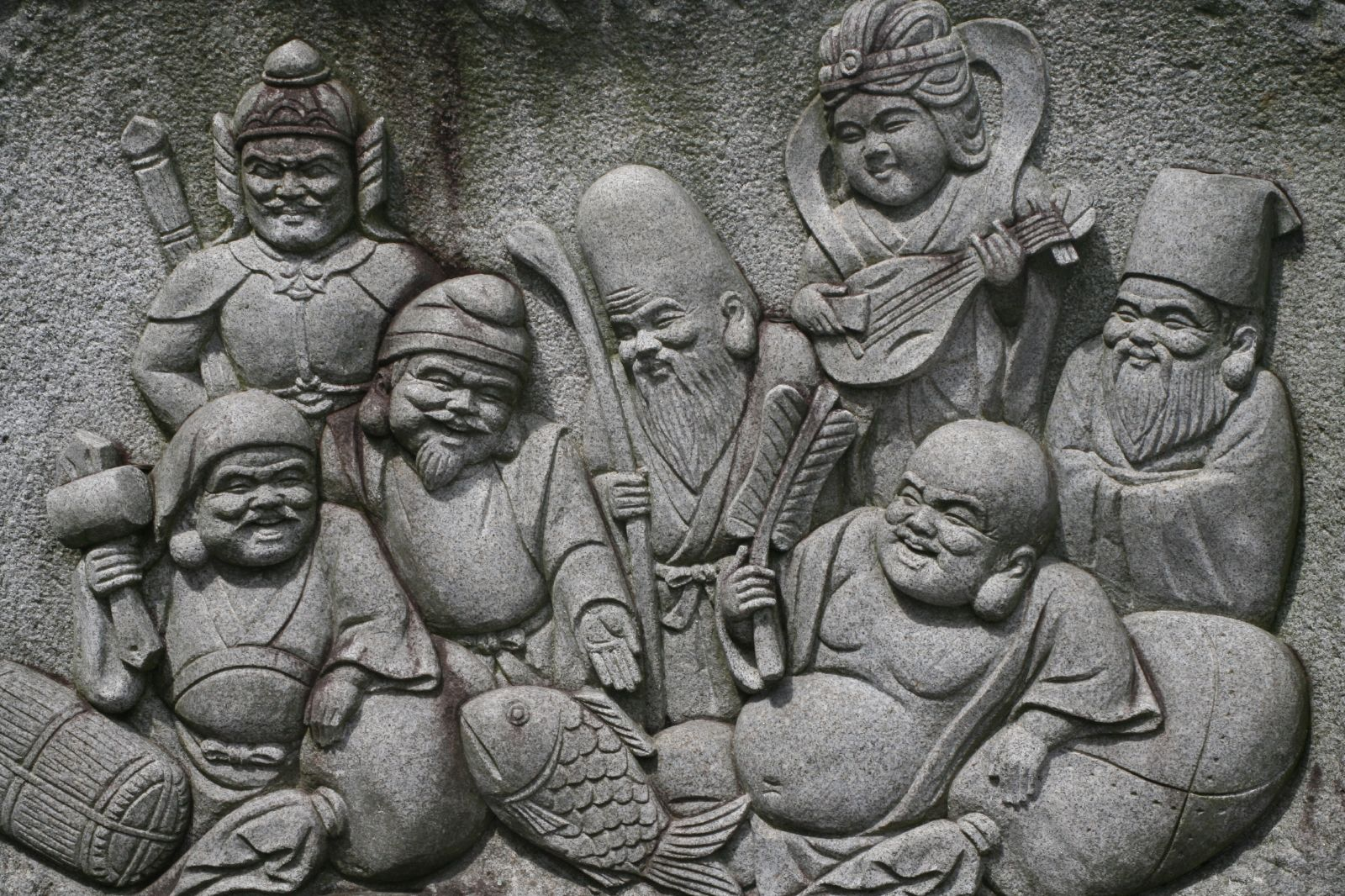
نماد روز جهانی خوشبختی

مجمع عمومی ، […] با آگاهی از اینکه دستیابی به خوشبختی یک هدف اساسی بشر است ، […] همچنین با درک نیاز به رویکردی فراگیرتر، عادلانه تر و متعادل برای رشد اقتصادی که موجب توسعه پایدار، ریشه کنی فقر و خوشبختی همه مردم می‌شود، تصمیم می‌گیرد ۲۰ مارس را روز جهانی خوشبختی اعلام کند، این سازمان از همه کشورهای عضو، سازمان‌های سازمان ملل و سایر سازمان‌های بین‌المللی و منطقه ای، و همچنین جامعه مدنی، از جمله سازمان‌های غیردولتی و افراد دعوت می‌کند تا روز جهانی خوشبختی را به روشی مناسب، از جمله از طریق آموزش و فعالیت‌های آگاهی بخشی به مردم، برگزار کنند.—مجمع عمومی سازمان ملل متحد، قطعنامه مصوب مجمع عمومی در ۲۸ ژوئن ۲۰۱۲،